# Адоне Стеллін
Адоне Стеллін (італ. Adone Stellin; нар. 3 березня 1921, Скіо — пом. 14 травня 1996, Падуя) — італійський футболіст, що грав на позиції захисника.
Виступав, зокрема, за клуби «Удінезе» та «Барі», а також національну збірну Італії.

## Клубна кар'єра
У дорослому футболі дебютував 1939 року виступами за команду клубу «Удінезе», в якій провів два сезони, взявши участь лише у 6 матчах Серії В.
Згодом з 1941 року грав у нижчоліговиї командах «Падова», «Бассано Віртус» та «Кормонезе».
1947 року уклав контракт з «Дженоа», яке тренував англійський фахівець Вільям Гарбатт. Дебютував Стеллін в Серії А 12 жовтня 1947 року в п'ятому турі чемпіонату проти «Алессандрії», який завершився перемогою його команди 3-0. Всього за сезон 1947/48 зіграв 20 матчів за генуезців у чемпіонаті.
З 1948 року три сезони захищав кольори команди клубу «Барі» під керівництвом Дьєрдя Шароші. Граючи у складі «Барі» також здебільшого виходив на поле в основному складі команди — він зіграв 32 матчів в сезоні 1948/49 і 26 матчів в сезоні 1949/50, який закінчився вильотом команди з Апулії до Серії Б. Це був його останній сезон у вищому дивізіоні. Після цього він грав ще протягом року за «Барі» в Серії Б, а потім перейшов до команди «Тома Мальє», з якою він виграв групу D Серії C сезону 1951/52.
Помер 14 травня 1996 року на 76-му році життя у місті Падуя.

## Виступи за збірну
1948 року у складі національної збірної Італії був учасником футбольного турніру на Олімпійських іграх 1948 року у Лондоні. Дебютував у збірній на турнірі 2 серпня 1948 року в Брентфорді проти збірної США, в якому забив гол з пенальті, а гра закінчилася з результатом 9:0 на користь Італії. Другою грою стала чвертьфінальна гра в Лондоні проти збірної Данії, яку італійці програли 5:3 і покинули турнір. Більше за італійську збірну не грав.
| Дата     | Місто     | Господарі | Результат | Гості  | Турнір  | Голи | Примітки |
| -------- | --------- | --------- | --------- | ------ | ------- | ---- | -------- |
| 2/8/1948 | Брентфорд | США       | 0 – 9     | Італія | ОІ 1948 | 1    |          |
| 5/8/1948 | Лондон    | Данія     | 5 – 3     | Італія | ОІ 1948 | -    |          |
| Усього   |           | Матчів    | 2         |        | Голів   | 1    |          |